# Бюшгенс, Георгий Сергеевич
Георгий Сергеевич Бюшгенс (3 [16] сентября 1916, Москва — 31 июля 2013, Жуковский, Московская область) — советский учёный в области механики полёта и прикладной аэродинамики, Герой Социалистического Труда (1974). Лауреат Ленинской премии и Государственной премии Российской Федерации.
Доктор технических наук, профессор (1963), академик Академии наук СССР (1981; член-корреспондент с 1966; с 1991 — академик Российской академии наук). Почётный гражданин города Жуковский.
Разработал расчётные методы анализа динамики самолётов и сформировал основные требования к их устойчивости и управляемости, сыгравшие существенную роль в создании отечественной около- и сверхзвуковой авиации.

## Биография
Родился в семье преподавателя МГУ Сергея Сергеевича Бю́шгенса.
По окончании в 1940 году Московского авиационного института работал в Центральном аэрогидродинамическом институте (ЦАГИ) — инженер, начальник отдела, начальник лаборатории, заместитель начальника ЦАГИ по науке.
В послевоенные годы совместно с А. А. Райхом занимался решением принципиальных вопросов устойчивости и управляемости реактивных летательных аппаратов. С 1947 года Бюшгенс совместно с В. Н. Матвеевым занимался исследованиями в аэродинамической трубе экспериментальной модели самолёта «5» конструкции М. Р. Бисновата с крылом стреловидностью 45 градусов, ракетным двигателем и автоматической системой управления полётом. Модель по результатам испытаний показала возможность достижения скорости в 1,4—1,45 Маха.
На рубеже 1960-х годов активно работал над созданием авиационных тренажёров. Кроме Бюшгенса эту тематику развивали доктор технических наук Р. В. Студнев, профессор Г. В. Александров, кандидат технических наук А. Н. Предтеченский. Группа Бюшгенса обосновала возможности тренажёрных технологий для решения задач проектирования и эксплуатации реактивных самолётов.
Бюшгенс возглавлял отделение динамики ЦАГИ с 1961 по 1965 годы. Начиная с 1982 года работал по совместительству профессором и заведующим кафедрой МФТИ, председателем экспертной комиссии ВАК СССР.
В последнее время работал советником дирекции (с 1992 года) и председателем Учёного совета ЦАГИ, членом президиума НТС ЦАГИ по аэродинамике.
Результаты работ Бюшгенса по автоматизации управления, оценке нестационарных аэродинамических характеристик, динамики пространственного движения летательных аппаратов, методов экспериментальных исследований динамики полёта обобщены в многочисленных статьях, монографиях и внедрены в практику. С именем Бюшгенса связано научное направление, возникшее ещё в начале 1950-х годов, по использованию вычислительной техники и средств автоматизации для улучшения характеристик самолётов.
Георгий Сергеевич умер 31 июля 2013 года. Прощание состоялось утром 2 августа 2013 в ДК города Жуковский, Московской области. Он похоронен в Москве на Троекуровском кладбище.

## Награды
- Герой Социалистического Труда (1974).
- Награждён тремя орденами Ленина, орденом Трудового Красного Знамени и медалями.
- Лауреат Государственной премии Российской Федерации (2001)[7] и Ленинской премии (1961).
- Лауреат премии имени Н. Е. Жуковского (1979, с золотой медалью).
- Благодарность Президента Российской Федерации (16.11.1998)[8]